# 秦觏
秦觏（?—?），字少章，江苏高邮人。《宋史．秦觀傳》記載秦覯字少儀，應為誤。
秦观之弟，在家中排行第四。元祐四年，苏轼知杭州，秦觏為了追隨苏轼学習，与苏轼齊赴杭州。元祐六年进士。晚婚。调临安主簿。死后葬于现无锡滨湖区大浮镇羊岐村大浮秦氏墓群。